# 覗いちゃだめっ! 〜ドキドキ女子寮かんさつ〜
『覗いちゃだめっ! 〜ドキドキ女子寮かんさつ〜』（のぞいちゃだめっ ドキドキじょしりょうかんさつ）は、日本のアダルトゲームブランド・スワンマニアが2007年12月14日に発売した18禁アドベンチャーゲーム。

## 概要
有限会社アセンドアイの廉価版ブランドの一つ・スワンマニアの第8作。いつの間にか女子寮に衣替えしていたアパートへ入居した主人公が偶然、部屋の壁に開いていた穴から他の寮生の着替えを覗けることに気付いたのがきっかけで覗きをやめられなくなってしまうというストーリーである。
覗きの場面では臨場感を演出する手法として画面の左上に8方向の矢印が表示され、方向をクリックすることで覗き穴を通じた視点を変えられるようになっている。

## 登場人物
小山 葎（こやま りつ）
主人公。親の転勤で親戚のおばさんが管理するアパートへ転居することになったが、そのアパートはいつの間にか女子寮になっていた。他の寮生から手荒い歓迎を受けた後、壁に開いた穴から隣の部屋が覗けることに気付き、覗きをやめられなくなってしまう。
山吹 沙奈恵（やまぶき さなえ）
葎や他の寮生よりも年長で、寮生のリーダー格。生真面目な性格のため、男なのに女子寮へ入寮して来た葎に対しては警戒感を露わにしている。
白石 莉菜（しらいし りな）
葎と同学年で、隣の部屋に住んでいる寮生。明るく元気な性格で、葎に対して警戒心を抱くことは無く自分の方から積極的にアプローチして来る。
華咲 琴乃（かざき ことの）
寮生。男に免疫が無く、葎に対しては小動物のようにオドオドした態度で接して来る。沙奈恵や莉菜に可愛がられているが、自分では子供っぽい所を気にしている。

## スタッフ
- シナリオ 月待兎
- 原画 鬼MAYUGE
- 音楽 Arp